# Siarka Tarnobrzeg (piłka siatkowa kobiet)
TSSPS Anser Siarka Tarnobrzeg – polska kobieca drużyna siatkarska z Tarnobrzega, będąca sekcją klubu sportowego KS Siarka Tarnobrzeg.